# دیبر
دیبر (به لاتین: Dibër) یک شهرستان در آلبانی است که در شهرستان دیبر واقع شده‌است.